# Плесы (Курская область)
Плесы — посёлок в Рыльском районе Курской области. Входит в состав Никольниковского сельсовета.

## География
Посёлок находится на реке Амонька (в бассейне Сейма), в 114 км западнее Курска, в 21 км к северо-западу от районного центра — города Рыльск, в 6 км от центра сельсовета  — Макеево.
Климат
Плесы, как и весь район, расположены в поясе умеренно континентального климата с тёплым летом и относительно тёплой зимой (Dfb в классификации Кёппена).

## Население
| 2002 | 2010 |
| ---- | ---- |
| 12   | ↘8   |

## Инфраструктура
Личное подсобное хозяйство. В посёлке 10 домов.

## Транспорт
Плесы находится в 14,5 км от автодороги регионального значения 38К-017 (Курск — Льгов — Рыльск — граница с Украиной), в 7 км от автодороги 38К-040 (Хомутовка — Рыльск — Глушково — Тёткино — граница с Украиной), в 1,5 км от автодороги межмуниципального значения 38Н-345 (38К-017 — Большегнеушево с подъездом к с. Макеево), в 21,5 км от ближайшей ж/д станции Рыльск (линия 358 км — Рыльск).
В 187 км от аэропорта имени В. Г. Шухова (недалеко от Белгорода).